# Jugozapadni edoid jezici
Jugozapadni edoid jezici, podskupina edoid jezika koji se govore na području Nigerije u državama Delta i Edo. 
Obuhvaća (5) jezika kojim govori oko 1.078.000 ljudi, viz.: eruwa [erh] (64,000; 2004); isoko [iso] (423,000; Johnstone and Mandryk 2001); okpe [oke] (25,400; 2000); urhobo [urh] (546,000; Johnstone 1993); uvbie [evh] (19,800; 2000).

## Vanjske poveznice
- Ethnologue (14th)
- Ethnologue (15th)